# Panneau de cale

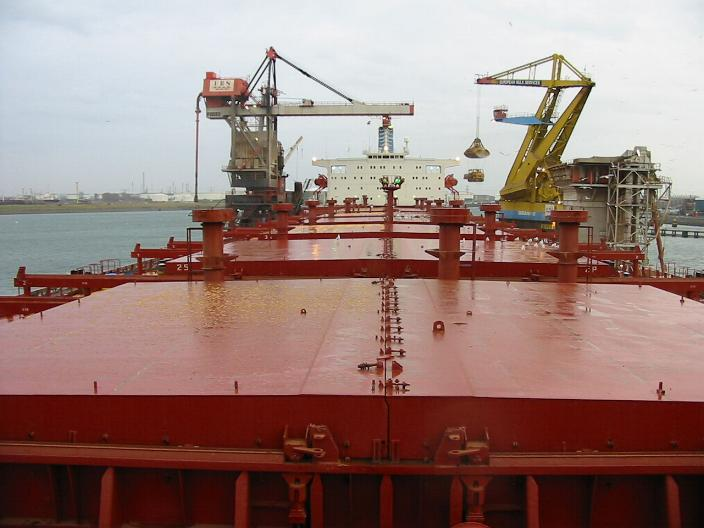
Panneaux de cale sur le pont d'un vraquier Panneaux roulant en abord / pas de martyrs

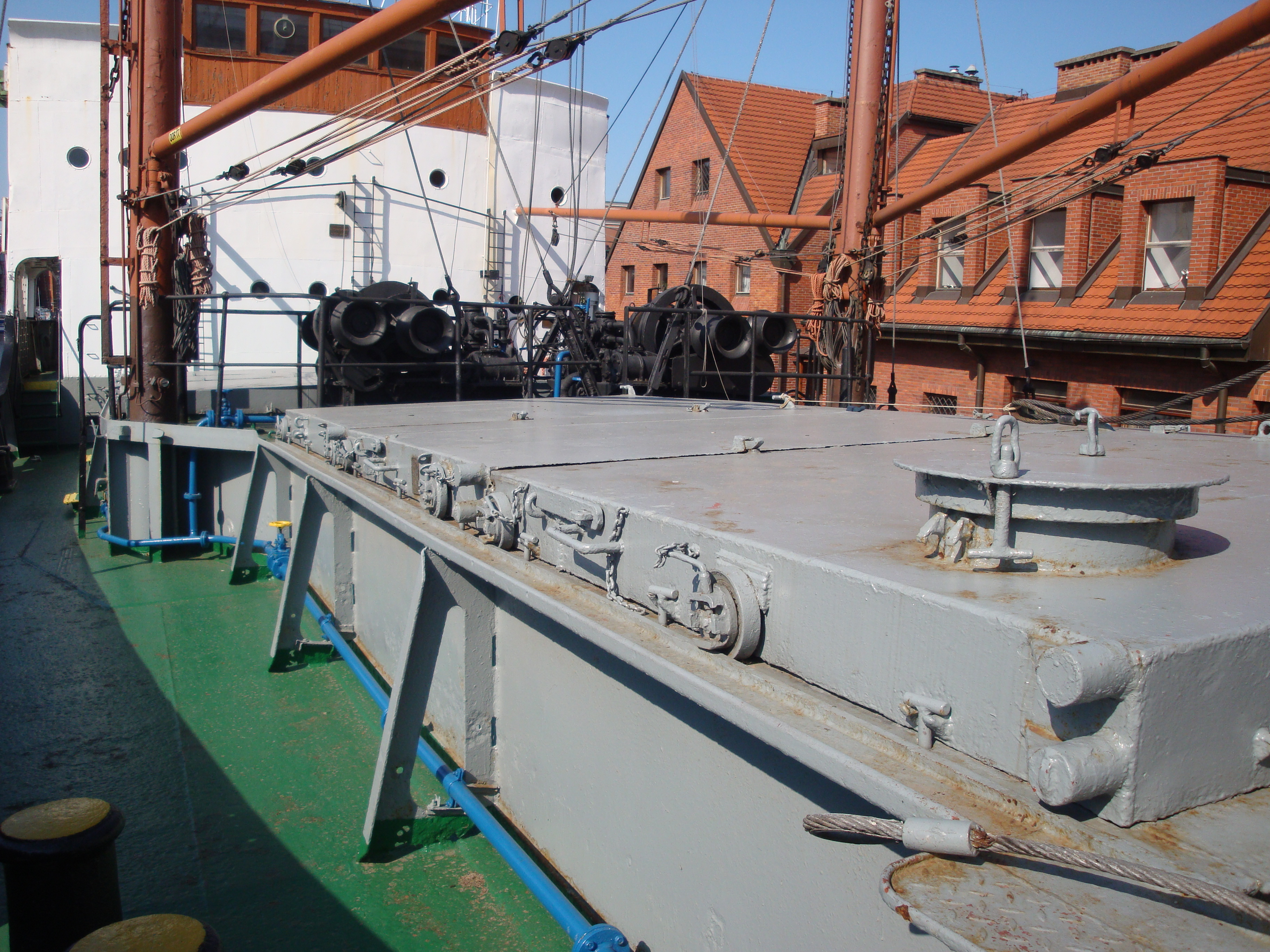
Panneaux roulant vers l'avant puis basculant / avec martyrs sur le dessus

Un panneau de cale est un panneau amovible qui, mis à poste sur une hiloire de cale, permet de protéger l'espace cale des intempéries. Son ouverture lors des escales portuaires permet l'accès au contenu de la cale (chargement, déchargement). Il est essentiel à l'étanchéité du pont exposé aux intempéries.

## Origine
À l'origine, le panneau de cale n'était qu'un assemblage de planches juxtaposées, recouvert d'une bâche (le prélart).

## Aujourd'hui
Les panneaux de cale actuels sont métalliques, renforcés, souvent articulés à une extrémité et disposent de leur propre système de manœuvre hydraulique ou électrique (ouverture / fermeture).
On trouve également des panneaux de type pliant ou roulant. Dans le cas du panneau roulant, ce dernier est divisé en un certain nombre de petits panneaux, reliés entre eux par des chaînes, qui roulent sur le chemin de roulage de l'hiloire de cale et basculent en position verticale à son extrémité (gain de place). Ce système permettant de n'ouvrir qu'une partie si le besoin s'en fait sentir.
Tous les panneaux sont munis de joints assurant leur étanchéité. L'étanchéité est essentielle car les panneaux font partie du pont de franc-bord, pont étanche continu le plus élevé. Les joints principaux sont placés dans une gorge du panneau et sont compressés par une barre dite de compression qui dépasse de l'hiloire. D'autres joints sont en place entre les différents panneaux. Les panneaux au poste de mer sont sécurisés en position par des pièces appelées martyrs et tire-bord ((en)cleats). Les martyrs, placés sur le dessus, pressent les panneaux les uns sur les autres, les tire-bord, placés en abord, pressent les panneaux sur l'hiloire.

## Alternatives
L'accès aux cales existe aussi sur certains navires par le bordé via des accès appelés portelones.